# Victorious (serie televisiva)
Victorious è una serie televisiva statunitense ideata da Dan Schneider per Nickelodeon. La serie è incentrata sull'aspirante cantante Tori Vega, interpretata da Victoria Justice, che frequenta una scuola di arti dello spettacolo chiamata Hollywood Arts. La serie ha debuttato negli Stati Uniti d'America il 27 marzo 2010, e si è conclusa il 2 febbraio 2013 dopo un totale di 60 episodi trasmessi.
In Italia è stata trasmessa in prima visione assoluta da Nickelodeon dal 12 novembre 2010 al 7 settembre 2013. La prima stagione è stata trasmessa in prima visione in chiaro su Rai 2 dal 27 marzo al 21 maggio 2011, invece la serie completa va in onda su Rai Gulp dal 15 maggio dello stesso anno fino al 1º aprile 2014. Dal 4 dicembre 2015 viene ritrasmessa in chiaro e completo su Super!, mentre dal 28 ottobre 2021 è in replica su Super! Pop e dal 17 marzo 2023 su Super! Victorious, canali della piattaforma streaming Pluto TV.
Cancellata per ragioni sconosciute, la serie si conclude con un episodio finale aperto e privo di un risvolto conclusivo.

## Trama
Tori Vega (interpretata da Victoria Justice) è una affascinante e dolce sedicenne che vive ad Hollywood con i suoi genitori e la sua stravagante sorella maggiore, Trina Vega. Un giorno la ragazza ha il compito di assistere ad una recita della sorella Trina assieme alla sua famiglia, che si tiene alla Hollywood Arts High School, la più esclusiva scuola di canto e recitazione di Los Angeles. Tuttavia, all'ultimo momento Trina si ritrova impossibilitata a cantare a causa di un gonfiore alla lingua e perciò Tori viene spinta a sostituirla sul palco. La sua prestazione canora viene fortemente acclamata, tanto che alla fine entra nella stessa scuola.
Con il passare del tempo inizia a farsi nuovi amici, con cui condivide gran parte delle sue avventure dentro e fuori dalla scuola e che la aiutano a migliorare nel canto e nella recitazione: André Harris, il suo migliore amico e musicista di talento; Jade West, con la quale Tori ha un rapporto altalenante; Beck Oliver, il ragazzo più affascinante della scuola e fidanzato di Jade; la bizzarra Cat Valentine, molto dolce ed ingenua e Robbie Shapiro, ragazzo impacciato, stravagante ed eccellente ventriloquo, tanto da portare sempre con sé un pupazzo chiamato Rex Powers.

## Episodi
Negli Stati Uniti, la serie è stata trasmessa dal 2010 al 2013. I singoli episodi hanno una durata di circa 23 minuti: sono presenti anche 4 episodi speciali (1 della prima stagione, 2 della seconda, 1 della terza) di un'ora. In Italia, sono stati trasmessi divisi in 2 parti (3 per il crossover), come se si trattasse di episodi differenti: ciò porta alla leggera discordanza nella numerazione degli episodi.
| Stagione         | Episodi        | Prima TV USA | Prima TV Italia |
| ---------------- | -------------- | ------------ | --------------- |
| Prima stagione   | 20             | 2010-2011    | 2010-2011       |
| Seconda stagione | 14 + crossover | 2011         | 2011-2012       |
| Terza stagione   | 13             | 2012         | 2012-2013       |
| Quarta stagione  | 13             | 2012-2013    | 2013            |

## Personaggi e interpreti

### Personaggi principali
- Victoria "Tori" Vega, interpretata da Victoria Justice, doppiata da Camilla Gallo.
 È una sedicenne californiana, a volte impulsiva, molto portata per il canto. Entra a far parte della Hollywood Arts per aver cantato la canzone Make It Shine. A scuola, grazie alla sua bellezza è benvoluta e amata da quasi tutti i ragazzi. Il suo miglior amico è André e spesso si rivolge a lui in casi di estrema necessità.
- Beck Oliver, interpretato da Avan Jogia, doppiato da Ruggero Andreozzi.
Ha grandi doti nel campo della recitazione e, grazie a esse, spesso riesce ad ottenere ruoli minori in alcuni film.
È gentile, pacato e molto comprensivo. È definito il ragazzo più carino della scuola, infatti molte ragazze cercano sempre di attirare la sua attenzione, spesso non riuscendoci. Nonostante Jade sia molto scontrosa e diffidente nei suoi confronti, Beck ne sarà per buona parte dello show legato sentimentalmente. È canadese e per questo motivo spesso viene preso in giro dagli amici.
- André Harris, interpretato da Leon Thomas III, doppiato da Maurizio Merluzzo.
È uno studente della Hollywood Arts ed è un cantante e compositore di talento. È lui che esegue la canzone Make It shine insieme a Tori durante la prima esibizione della ragazza ed anche grazie a questo diventerà il suo migliore amico. Essendo un ottimo amico è pronto a darle il sostegno necessario nelle situazioni più critiche. È capace di suonare parecchi strumenti tra cui, in modo particolare, il pianoforte.
- Jade West, interpretata da Elizabeth Gillies, doppiata da Giuliana Atepi.
È una ragazza gotica, diffidente, scontrosa, suscettibile e fredda nei confronti di tutti, ma questa sua freddezza è causata da un'infanzia difficile e dal brusco rapporto col padre, nonché alla conseguente autostima molto scarsa e paura di essere ferita. È fidanzata con Beck Oliver, il ragazzo più carino della scuola. Anche se spesso non lo dimostra, a causa del suo carattere freddo, Jade è molto innamorata di Beck ed è anche la persona di cui si fida di più.
- Cat Valentine, interpretata da Ariana Grande, doppiata da Monica Bonetto.
Una ragazza molto educata, estremamente positiva, ottimista, gentile e molto amichevole, ha un carattere molto infantile che mostra vari sintomi della Sindrome di Asperger. Ha una cotta per Robbie, ma sembra non esserne consapevole (infatti, quando lui la invita a una festa, lei scappa per non essere invitata ma quando vede che andrà al ballo con un'altra ragazza diventa gelosa). Parla spesso di suo fratello e delle sue avventure e si capisce che egli è persino più pazzo di lei. Nonostante sembri un po' pazza e infantile, è molto talentuosa, in particolare nella recitazione e nel canto. Nonostante i loro caratteri opposti, lei e Jade sono buone amiche, anche perché Cat è l'unica ragazza che riesce a capirla.
- Robbie Shapiro, interpretato da Matt Bennett, doppiato da Omar Vitelli.
Timido e goffo, è anche un ventriloquo di talento. È sempre in compagnia di un pupazzo (nonostante odi che sia definito così) di nome Rex con cui parla come se fosse una vera persona. Sa suonare la chitarra ed ha discrete qualità canore, mentre non eccelle nella recitazione. È innamorato di Cat; ogni suo modo di sedurla però risulta fallimentare e genera a catena delle situazioni comiche.
- Rex Powers, doppiato da Omar Vitelli.
Il pupazzo di Robbie. Si comporta come una persona vera e perciò non sopporta di essere chiamato pupazzo. In antitesi col suo ventriloquo Robbie, Rex cerca sempre di attaccare bottone con le ragazze con le quali si complimenta spesso in modo piuttosto volgare, soprattutto con Cat. È molto sarcastico e cinico soprattutto con lo stesso Robbie, che non riesce a separarsi da lui, né addirittura a dirgli di no, nonostante lo renda ridicolo davanti agli altri e lo contraddica su tutto.
- Trina Vega, interpretata da Daniella Monet, doppiata da Loretta Di Pisa.
La sorella maggiore di Tori. È materialista, vanitosa e arrogante, motivo per cui spesso non viene stimata dal resto della compagnia. 
È l'unica tra le ragazze che non ha talento per il canto e la recitazione, ma nonostante l'evidenza è fermamente convinta che la recitazione e il canto siano la sua strada. È entrata nella Hollywood Arts solo poiché durante il provino il professor Sikowitz era sotto effetto di forti allucinazioni.

### Personaggi secondari
- Sinjin Van Cleef, interpretato da Michael Eric Reid, doppiato da Stefano Pozzi.
 Quello che si potrebbe definire un ''nerd'' ed è considerato da tutti uno sfigato. È innamorato di Jade e ha una piccola cotta anche per Cat e Tori. Ha l'inquietante hobby di collezionare i denti dei parenti dei presidenti americani. Il suo armadietto è decorato con cibo masticato. Ama le gare di macchine e gli insetti.
- Erwin Silkowitz, interpretato da Eric Lange, doppiato da Alessandro Maria D'Errico.
 Il professore di recitazione della scuola. All'inizio Tori lo scambia per un senzatetto a causa del suo look trasandato. Per quanto sembri bizzarro, i suoi metodi d’insegnamento finiscono sempre per rivelarsi efficaci. Oltre a insegnare recitazione ai ragazzi, dà anche lezioni di vita e li aiuta molto spesso; per questo è il professore preferito di Tori e degli altri ragazzi.

### Personaggi ricorrenti
- Holly Vega, interpretata da Jennifer Carta, doppiata da Valeria Falcinelli.
La madre di Tori e Trina. È una casalinga e ha spesso un'aria svagata e distratta.
- Signora Lee, interpretata da Susan Chuang e doppiata da Cinzia Massironi
È la proprietaria del ristorante cinese Wok Star (stagione 1) e poi del ristorante giapponese Nozu (stagione 3-4), è molto dura con i protagonisti perché loro, nel diciassettesimo episodio della prima stagione (Il prezzo da pagare), legano la figlia al soffitto di un teatro, poiché non volevano che interpretasse il ruolo della protagonista nello spettacolo teatrale.

## Produzione
Victorious è la quinta serie creata da Dan Schneider per Nickelodeon, dopo l'Amanda Show, Drake & Josh, Zoey 101 ed iCarly. 
Schneider incontrò per la prima volta Victoria Justice nel 2005, quando ella a dodici anni fece un provino per ottenere la parte di Lola Martinez in Zoey 101. Stupito dalla sua energia e dal suo look, Schneider la assunse e, dopo aver lavorato con lei per tre episodi, chiamò Nickelodeon e disse: "Ho trovato la vostra prossima stella". 
La Justice continuò con il suo ruolo nella serie finché quest'ultima non si concluse. Nel mentre Disney Channel, il principale avversario di Nickelodeon, continuava a riscuotere sempre più successo con prodotti quali Hannah Montana e High School Musical, che contenevano canzoni originali. Cercando di cavalcare l'onda del successo di questi prodotti, la Nickelodeon chiese a Schneider di creare per la rete un programma per ragazzi incentrato sulla musica. Verso la fine di Zoey 101, la Justice fu convocata da Schneider per discutere su una possibile serie che l'avrebbe vista in veste di protagonista.
Il 19 agosto 2008, fu annunciato che la Justice aveva firmato un contratto con Nickelodeon per recitare come protagonista in una nuova serie comico-musicale della rete, realizzata in co-produzione con Sony Music Entertainment, in cui avrebbe interpretato i panni di una ragazza che viene ammessa ad una scuola di arti dello spettacolo.
Le riprese dell'episodio pilota si svolsero nel febbraio 2009, anche se alcune scene furono filmate nuovamente il 9 gennaio 2010. Il resto della prima stagione fu girato tra il 5 ottobre 2009 ed il 14 aprile 2010. Le riprese della seconda stagione cominciarono invece il 4 ottobre 2010, per poi concludersi il 23 febbraio 2011. Nell'agosto 2011 fu annunciato da Victoria Justice che sarebbe presto tornata sul set per girare la terza stagione dello show, le cui riprese cominciarono il 3 ottobre dello stesso anno.
Nell'agosto 2012, Victoria Justice dichiarò ad M Magazine che la serie non sarebbe tornata per una quarta stagione. In seguito alla decisione di cancellare lo show, Nickelodeon suddivise la terza stagione in due parti, formando così una quarta stagione.

## Guest-star
Come spesso succede in altre serie televisive create da Dan Schneider, anche in Victorious fanno la loro comparsa diversi personaggi provenienti da altri programmi di Nickelodeon. Ad esempio:
- Nella parte iniziale dell'episodio pilota della serie, Il primo giorno, Tori è intenta a realizzare un progetto di scienze insieme ad un suo amico, interpretato da Ellington Ratliff, membro del gruppo musicale R5.[27]
- All'interno dell'episodio Gelato per Ke$ha la famosa cantante pop Ke$ha è ospite del programma.[28]
- Nella scena dell'episodio Jade lascia Beck in cui Trina sta rappresentando il suo spettacolo teatrale, fra il pubblico presente in sala è facilmente visibile Jerry Trainor, interprete di Spencer in iCarly.[27]
- Jennette McCurdy, attrice co-protagonista della serie TV iCarly, fa la sua comparsa all'interno dell'episodio Ponnie la pazza.[29]
- La scena iniziale di Chi è stato? si apre con uno spettacolo che vede protagonisti i ragazzi della serie; fra le persone che stanno assistendo alla recita viene inquadrato in prima fila Nathan Kress, interprete di Freddie in iCarly.[27]
- Nell'episodio La preside Helen compare Yvette Nicole Brown nel ruolo della nuova preside, Helen Ofelia, stesso personaggio che interpretava nella nota serie di Nickelodeon Drake e Josh.[30] Inoltre, all'interno dell'episodio stesso, nomina Crazy Steve, altro personaggio di Drake & Josh.
- Nel diciassettesimo episodio della prima stagione, Il prezzo da pagare, fa un cameo visivo Angelina Jolie, infatti si vede in una foto con la Signora Lee, proprietaria del ristorante Wok Star, che è un'appassionata di star. Nello stesso episodio appare Josh Peck, interprete di Josh in Drake & Josh, che si complimenta con Jade per il suo spettacolo.[27]
- Nell'episodio Pesce d'aprile inesistente fanno un cameo  gli attori Drake Bell, interprete di Drake in Drake & Josh, e Jerry Trainor, interprete di Spencer in iCarly.[31]

## Nome della serie nel mondo
Victorious è il titolo originale della serie che viene usato in quasi tutto il mondo. Nel mondo arabo invece s'intitola المنتصر, in Azerbaigian Viktoriya-qalib, in Bulgaria Викторично, nella Repubblica Ceca V jako Victoria, in Persia ویکتوریوس, in Israele ויקטוריוס, in India  विक्टोरियस, in Ungheria V, mint Viktória, nella Repubblica Armena Վիքտորիուս, in Corea 빅토리어스, in Polonia Victoria znaczy zwycięstwo, in Romania Victoria în lumina reflectoarelor, in Russia Виктория-победительница, nello Sri Lanka  விக்டோரியஸ், in Ucraina Вікторія-переможниця, in Cina e in Taiwan viene utilizzato il titolo 胜利之歌 mentre in Brasile viene chiamato Brilhante Victoria.

## Crossover e spin-off

### iParty con Victorious
Nel 2011 è stato prodotto un film per la televisione della durata di 70 minuti, intitolato iParty con Victorious, in cui i personaggi di iCarly e Victorious si incontrano. È andato in onda negli Stati Uniti l'11 giugno 2011, su Nickelodeon, mentre in Italia il 29 ottobre del medesimo anno.

### Sam & Cat
Nel 2013 è stato prodotto uno spin-off di iCarly e Victorious, intitolato Sam & Cat, con protagoniste Jennette McCurdy e Ariana Grande. La serie racconta le stravaganti avventure di Sam Puckett, personaggio proveniente da iCarly, e Cat Valentine, che, dopo essere diventate conquiline per caso, cominciano a lavorare come babysitter per mantenersi. Negli Stati Uniti d'America, l'esordio della serie è avvenuto l'8 giugno 2013, mentre in Italia il 4 novembre dello stesso anno. La serie è stata cancellata il 13 luglio 2014 dopo 36 episodi, nonostante ne fossero previsti 40. L'ultima puntata prodotta, #IlRagazzoCopertina, è andata in onda in madrepatria il seguente 17 luglio.

### Hollywood Arts
Il 6 febbraio 2025 è stato annunciato un secondo spin-off della serie, intitolato Hollywood Arts. Daniella Monet tornerà a interpretare Trina Vega e sarà produttrice esecutiva del progetto, mentre Dan Schneider, il creatore della serie originale, non è coinvolto.

## Riconoscimenti
| Anno | Premio                            | Categoria                       | Destinatario     | Risultato |
| ---- | --------------------------------- | ------------------------------- | ---------------- | --------- |
| 2010 | Teen Choice Awards                | Choice TV Breakout Show         | Victorious       | Candidato |
| 2010 | Hollywood Teen TV Award           | Teen Pick Show                  | Victorious       | Candidato |
| 2010 | Hollywood Teen TV Award           | Teen Pick Actress               | Victoria Justice | Candidato |
| 2010 | Hollywood Teen TV Award           | Teen Pick Actress               | Ariana Grande    | Candidato |
| 2011 | Kids' Choice Awards               | Favorite TV Actress             | Victoria Justice | Candidato |
| 2011 | UK Kids' Choice Awards            | Nick UK's Favourite TV Show     | Victorious       | Candidato |
| 2011 | UK Kids' Choice Awards            | Nick UK's Funniest Person       | Matt Bennet      | Candidato |
| 2011 | Australian Kids Choice Awards     | Fave TV Show                    | Victorious       | Candidato |
| 2011 | Australian Kids Choice Awards     | Fave TV Star                    | Victoria Justice | Candidato |
| 2011 | Australian Kids Choice Awards     | Award Super Fresh               | Victoria Justice | Candidato |
| 2011 | Australian Kids Choice Awards     | Hottest Girl Hottie             | Victoria Justice | Vinto     |
| 2011 | Imagen Awards                     | Best Young Actress - TV         | Victoria Justice | Candidato |
| 2011 | Primetime Emmy Awards             | Outstanding Children's Program  | Victorious       | Candidato |
| 2011 | ALMA Award                        | Favorite TV Actress - Comedy    | Victoria Justice | Vinto     |
| 2011 | British Academy Children's Award  | BAFTA Kid's Vote - Television   | Victorious       | Candidato |
| 2012 | Kids' Choice Awards               | Favorite TV Show                | Victorious       | Vinto     |
| 2012 | Kids' Choice Awards               | Favorite TV Actress             | Victoria Justice | Candidato |
| 2012 | Hollywood Teen TV Awards          | Favorite Television Show        | Victorious       | Candidato |
| 2012 | Hollywood Teen TV Awards          | Favorite Televisione Actress    | Victoria Justice | Vinto     |
| 2012 | Hollywood Teen TV Awards          | Favorite Television Actress     | Ariana Grande    | Candidato |
| 2012 | Primetime Emmy Awards             | Outstanding Children's Program  | Victorious       | Candidato |
| 2012 | ALMA Award                        | Favorite TV Actress             | Victoria Justice | Vinto     |
| 2012 | Imagen Awards                     | Best Young Actress - Television | Victoria Justice | Vinto     |
| 2012 | Kids' Choice Awards Mexico        | Favourite International TV Show | Victorious       | Candidato |
| 2012 | Kids' Choice Awards Argentina     | Favorite International TV Show  | Victorious       | Vinto     |
| 2013 | Kids' Choice Awards               | Favorite TV Show                | Victorious       | Vinto     |
| 2013 | Kids' Choice Awards               | Favorite International TV Show  | Victorious       | Vinto     |
| 2013 | Kids' Choice Awards               | Favorite TV Actress             | Victoria Justice | Candidato |
| 2013 | Australian Kids Choice Awards     | Aussie's Fave Nick Star         | Victoria Justice | Vinto     |
| 2013 | Australian Kids Choice Awards     | Aussie's Fave Nick Star         | Ariana Grande    | Candidato |
| 2013 | Australian Kids Choice Awards     | Aussie's Fave Hottie            | Victoria Justice | Vinto     |
| 2013 | Kids' Choice Awards Argentina     | Favorite International TV Show  | Victorious       | Candidato |
| 2014 | British Academy Children's Awards | BAFTA Kid's Vote - Television   | Victorious       | Candidato |